# Omega Roberts
Omega Roberts est un footballeur international libérien né le 12 décembre 1989 à Monrovia. Il évolue au poste de défenseur avec le FK Smederevo.

## Carrière
- 2006 : Gedi & Sons FC ( Liberia)
- 2007 : Séwé Sports ( Côte d'Ivoire)
- 2008-2009 : Tiko United ( Cameroun)
- 2009 : Diables noirs de Brazzaville ( République du Congo)
- 2009-2011 : CO Bamako ( Mali)
- 2011-2012 : FK Sloboda Užice ( Serbie)
- 2012-201. : FK Smederevo ( Serbie)[1],[2]

## Palmarès
- Champion du Cameroun : 2009
- Champion du Congo : 2009
- Vainqueur de la Coupe du Mali : 2011